# 马赛主教座堂

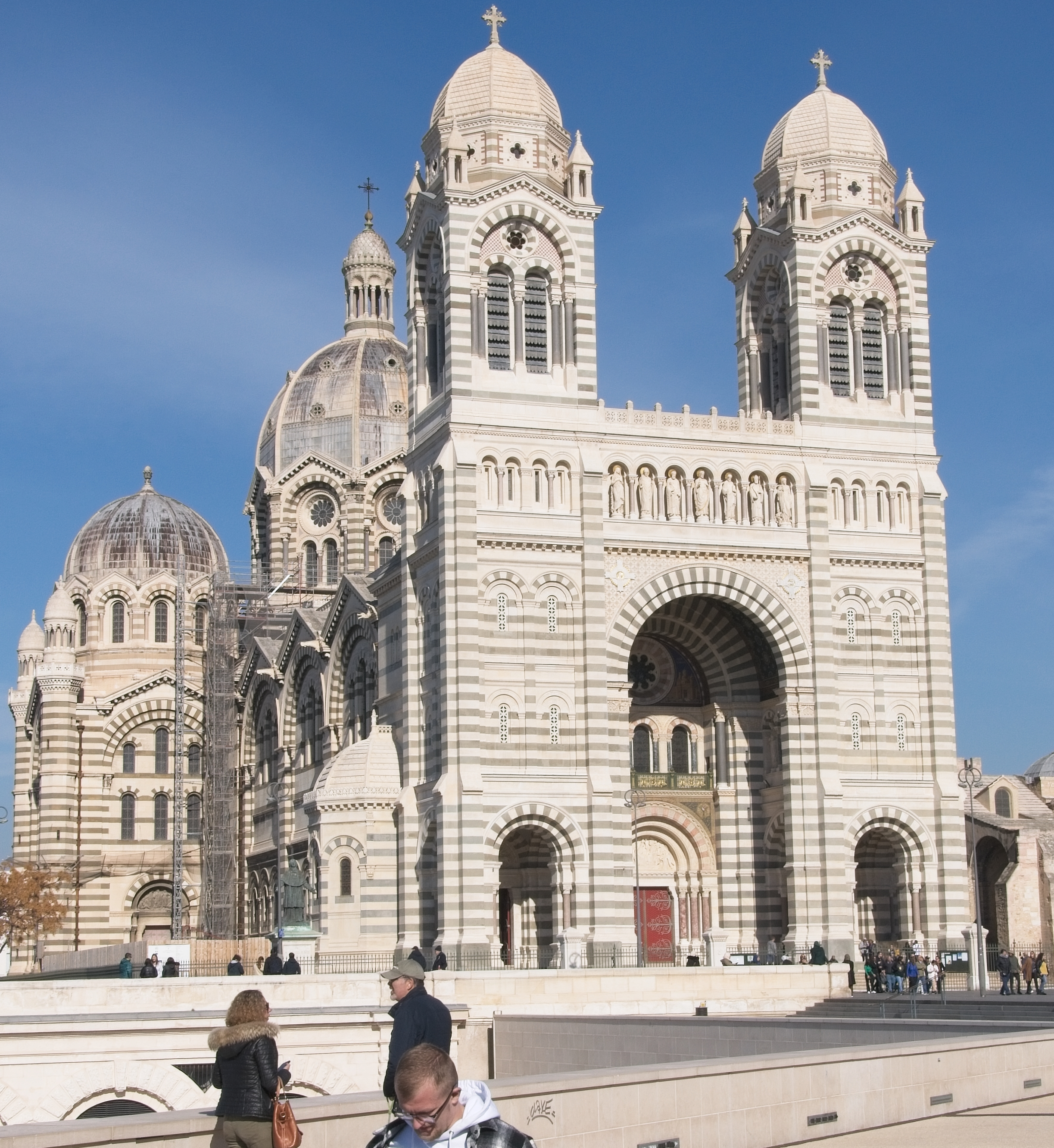
马赛主教座堂

马赛主教座堂 (Cathédrale Sainte-Marie-Majeure de Marseille)是一座罗马天主教的主教座堂，法国历史古迹，位于马赛。1896年封为宗座圣殿。
它是天主教马赛总教区（1948年由马赛教区升格）的主教座堂。
目前的主教座堂（Nouvelle Major）规模庞大，拜占庭-罗曼式风格，修建于1852年到1896年，这一地点自公元5世纪起就是马赛的主教座堂。建筑师是莱昂沃杜瓦耶（Léon Vaudoyer）和Henri-Jacques Espérendieu。老主教座堂（Vieille Major）大部分已经拆除，剩下的部分站立在一旁，与新主教座堂相比，相形见绌。

## 照片画廊

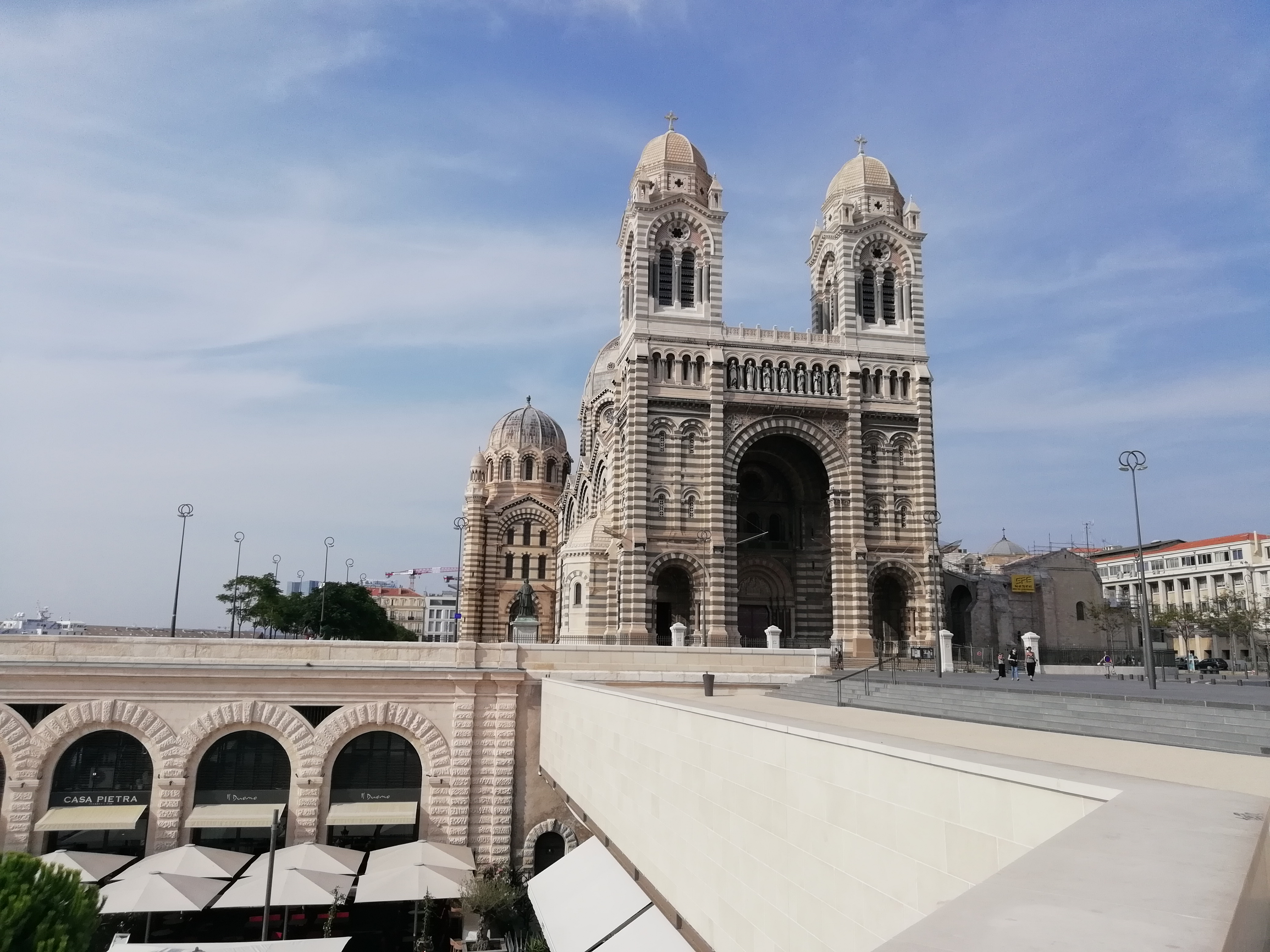
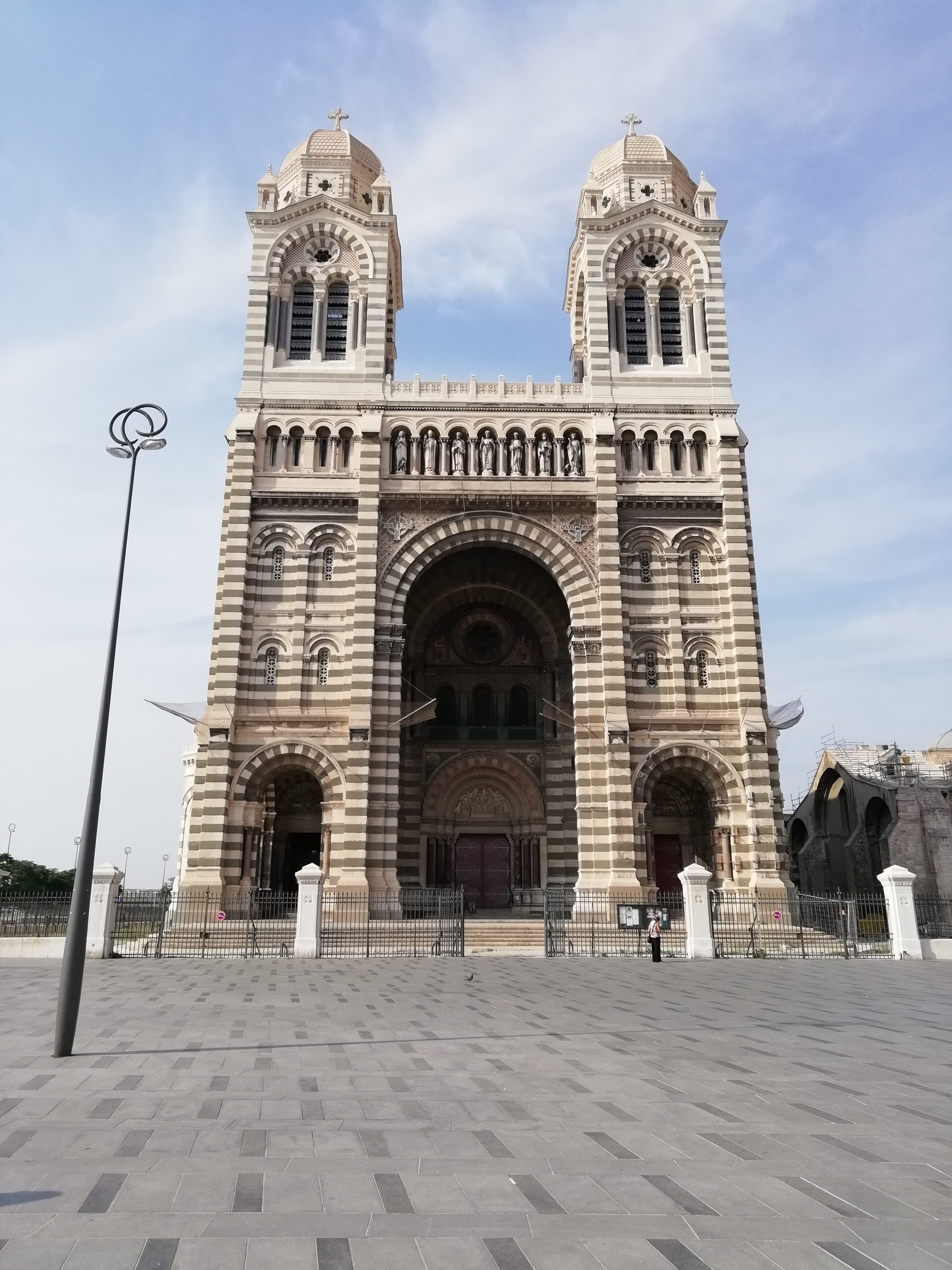